# Segerseni
Segerseni war ein altägyptischer König (Pharao) oder Prätendent der ausgehenden 11. Dynastie (Mittleres Reich) und ist durch Felsinschriften bei Umbarakab (Unternubien) bezeugt.